# Phan Văn Minh (nhạc sĩ)
Phan Văn Minh sinh năm 1954 tại Quảng Nam, là nhạc sĩ Việt Nam, được tặng Giải thưởng Nhà nước về Văn học Nghệ thuật năm 2022. "Cả nhà thương nhau" là ca khúc nổi tiếng nhất của ông.

## Tiểu sử
Phan Văn Minh sinh ngày 30 tháng 12 năm 1954, quê ở Bình Nguyên, huyện Thăng Bình, tỉnh Quảng Nam.
Phan Văn Minh theo học ngành Hóa của Trường Đại học Khoa học Sài Gòn, nay là Đại học Khoa học tự nhiên thành phố Hồ Chí Minh.
Năm 1976, do nhu cầu giáo viên, ông được cử đi học lớp sư phạm cấp tốc tại Quy Nhơn, rồi về dạy học ở vùng cao của huyện Trà My, tỉnh Quảng Nam. Song song với dạy học, ông còn sáng tác ca khúc. Từ năm 1990 đến 1995, ông theo học khoa Sáng tác tại Trường Đại học Nghệ thuật Huế, và sau đó trở thành giáo viên dạy âm nhạc tại Trường Cao đẳng Sư phạm Quảng Nam.
Hiện nay ông nghỉ hưu tại Quảng Nam.

## Sự nghiệp
Trong giai đoạn từ năm 1976 - 1979, đang làm thầy giáo cắm bản ở vùng cao, dù chưa được học nhạc một cách bài bản, nhưng Phan Văn Minh đã sáng tác được 10 bài hát, như: "Cô giáo trên buôn", "Thương người lên rẫy", "Tiếng đàn trên sườn núi"...
Đến năm 2021, Phan Văn Minh gắn đã có gần 600 ca khúc, nhưng theo ông, thành công nhất vẫn là những tác phẩm về gia đình, đặc biệt là sáng tác dành cho thiếu nhi (khoảng hơn 100 ca khúc).
Ca khúc "Cả nhà thương nhau" được ông sáng tác năm 1988 đã giành giải nhất một cuộc thi ca khúc thiếu nhi vào năm 1989. Ca khúc này Phan Văn Minh viết là để tặng vợ con sau những năm công tác ở miền núi xa xôi. Ca khúc với phần lời chỉ vỏn vẹn 56 chữ, theo lối đồng dao, là ca khúc nổi bật nhất của ông được rất nhiều người biết đến.
Những tác phẩm tiêu biểu của Phan  Văn Minh được in trong các tập ca khúc: Dạ lan hương, Quả táo cho Eva; ca khúc cho thiếu nhi có các tập Để mẹ về nghe mưa, Hát từ đồng dao, Họ nhà kỳ nhông. Năm 2021, ông ra mắt tuyển tập ca khúc "Cả nhà thương nhau" (NXB Đà Nẵng), phác họa tương đối con đường âm nhạc của mình.
Những ca khúc được phổ biến của ông có thể kể ra, như: ''Như chim về ngàn'', ''Cô gái Quảng Nam'', ''Họ nhà kỳ nhông'', ''Cả nhà thương nhau'', ''Lý con cò''.... Những ca khúc về đất và người miền núi, tiêu biểu có: "Cô giáo trên buôn", "Thương người lên rẫy", "Tiếng đàn trên sườn núi", "Ngọc Linh mùa xuân", "Babook với Alang Mênh", "Rừng gọi A Sơn Dun", "Nhịp điệu Tây Giang", "Tiếng gọi đại ngàn"... Ông cũng viết nhiều về xứ Quảng, về sông Hoài, phố cổ Hội An, về thành phố Đà Nẵng và nhiều miền đất mỗi khi có dịp đi qua.
Ngoài sáng tác nhạc, Phan Văn Minh còn làm thơ, viết văn, vẽ...
Ông đã được tặng các giải thưởng: Giải Nhất của Trung ương Đoàn Thanh niên Cộng sản Hồ Chí Minh; Giải Ba Hội Nhạc sĩ Việt Nam năm 2000; Giải B Phan Chu Trinh về Văn học Nghệ thuật của tỉnh Quảng Nam - Đà Nẵng (1975-1985); Giải Nhất cuộc thi sáng tác ca khúc "Mái ấm gia đình" với bài hát ''Khúc trầm hương giao thừa'' (2007) và nhiều giải thưởng cao khác của Trung ương và địa phương.
Năm 2022, ông được trao tặng Giải thưởng Nhà nước về Văn học Nghệ thuật với các ca khúc: ''Babooch với Alăng Miêh'', ''Cả nhà thương nhau''.

## Tác phẩm chính

### Ca khúc
- ''Như chim về ngàn'',
- ''Cô gái Quảng Nam'',
- ''Họ nhà kỳ nhông'',
- ''Cả nhà thương nhau'',
- ''Lý con cò''
- "Cô giáo trên buôn",
- "Thương người lên rẫy",
- "Tiếng đàn trên sườn núi"
- "Ngọc Linh mùa xuân"
- "Babook với Alang Mênh"
- "Rừng gọi A Sơn Dun"
- "Nhịp điệu Tây Giang"
- "Tiếng gọi đại ngàn"...

### Tuyển tập
- Tập ca khúc: Dạ lan hương, Quả táo cho Eva
- Ca khúc cho thiếu nhi có các tập Để mẹ về nghe mưa, Hát từ đồng dao, Họ nhà kỳ nhông
- Tuyển tập ca khúc Cả nhà thương nhau (NXB Đà Nẵng 2021)

## Giải thưởng
- Giải Nhất của Trung ương Đoàn Thanh niên Cộng sản Hồ Chí Minh,
- Giải Ba Hội Nhạc sĩ Việt Nam năm 2000,
- Giải B Phan Chu Trinh về Văn học – Nghệ thuật của Ủy ban Nhân dân tỉnh Quảng Nam - Đà Nẵng (1975-1985),
- Giải Nhất cuộc thi sáng tác ca khúc "Mái ấm gia đình"[1]

## Vinh danh
- Giải thưởng Nhà nước về Văn học Nghệ thuật (2022)